# Ernst von der Lancken
Ernst Ferdinand von der Lancken, född den 24 augusti 1841 i Malmö, död den 18 maj 1902 i Stockholm, var en svensk militär (generalmajor). Han var bror till Ehrenfried von der Lancken.
År 1860 utnämndes von der Lancken till underlöjtnant vid Södra skånska infanteriregementet där han kvarstannade till och med utnämningen till kapten 1873. År 1881 utnämndes han till major och flyttade till Älvsborgs regemente. År 1884 utnämndes han till överstelöjtnant och tog avsked från regementet 1892. von der Lancken blev generalstabsaspirant 1866 och utsågs till generalstabens tillförordnade chef 1892, då han även befordrades till överste. År 1894 utnämndes han till generalmajor. 
År 1895 erhöll von der Lancken avsked från det militära. Åren 1878–1884 var han lärare vid Krigshögskolan, 1889–1892 inspektör för trängen. von der Lancken var dessutom ordförande i ett flertal kommittéer, bland annat tjänstgöringsreglementskommittén 1881–1883 och ordförande i krigslagstiftningskommittén 1895. Som generalstabschef utarbetade von der Lancken det förslag som låg till grund för 1892 års härordning.

## Utmärkelser
- Kommendör av Svärdsorden 1. klassen
- Riddare av Nordstjärneorden
- Riddare av Sankt Olavs Orden